# Resolutie 58 Veiligheidsraad Verenigde Naties
Resolutie 58 van de Veiligheidsraad van de Verenigde Naties werd goedgekeurd op de 360ste vergadering van de Veiligheidsraad. Aangezien er geen bezwaren werden gemaakt, werd de goedkeuring als unaniem beschouwd.

## Inhoud
- Zwitserland (geen lid van de VN) was partij geworden van het Hof en had de jurisdictie ervan erkend.
- De Algemene Vergadering moest op haar volgende bijeenkomst nieuwe leden voor het Hof verkiezen Bijgevolg moest de Veiligheidsraad aanbevelingen doen over alle landen die wel partij zijn van het Hof, maar geen lid van de VN.

De Veiligheidsraad beval de Algemene Vergadering aan als volgt landen in bovenstaand geval aan de verkiezing te laten deelnemen:
1. Inzake de nominatie van kandidaten stonden deze landen op gelijke voet met VN-lidstaten.
2. Deze landen namen op dezelfde manier als VN-lidstaten deel aan de verkiezing.
3. Deze landen mochten niet deelnemen aan de verkiezing als ze achterstonden met hun financiële bijdrage aan het Hof, tenzij de Algemene Vergadering van oordeel was dat de omstandigheden die hiertoe hebben geleid buiten de controle van de betreffende staat vielen.

## Verwante resoluties
- Resolutie 9 Veiligheidsraad Verenigde Naties over de toelating van niet-leden van het Hof.
- Resolutie 11 Veiligheidsraad Verenigde Naties over de voorwaarden waaronder Zwitserland partij kon worden.

Lijst ·  38 ·  39 ·  40 ·  41 ·  42 ·  43 ·  44 ·  45 ·  46 ·  47 ·  48 ·  49 ·  50 ·  51 ·  52 ·  53 ·  54 ·  55 ·  56 ·  57 ·  58 ·  59 ·  60 ·  61 ·  62 ·  63 ·  64 ·  65 ·  66